# 詹盧卡·斯卡馬卡
詹盧卡·斯卡馬卡（義大利語：Gianluca Scamacca；1999年1月1日—），意大利足球運動員，現效力於意甲球會阿特蘭大，意大利國家足球隊成員，司職翼鋒。

## 俱樂部生涯
斯卡馬卡出生在羅馬，他出自羅馬青訓。曾於2015至2017年效力過燕豪芬青年隊，他在2016年1月22日燕豪芬青年隊客場2-1戰勝芬洛的比賽中上演了荷乙聯賽處子秀。
在2017年冬季轉會窗從PSV燕豪芬回到意大利加盟薩索羅，他在2016年10月29日客場1-3輸給那不勒斯的比賽中首次在意甲聯賽出場。
2018年2月薩索羅官方宣佈，斯卡馬卡離隊租借加盟了在意乙聯賽的克雷莫納。

### 亞特蘭大
2023年8月7日，斯卡馬卡加盟意甲球會阿特蘭大。據報導，初始費用為2250萬英鎊，另加430萬英鎊附加費用。

## 國家隊生涯
2021年9月8日，斯卡馬卡在2022年世界盃外圍賽主場5-0戰勝立陶宛的比賽中代表意大利國家足球隊首次亮相，作為費德里科·貝納德斯奇的替補登場。
2023年10月17日，斯卡馬卡在義大利對上英格蘭的2024年歐洲國家盃外圍賽比賽中攻入了他在國家隊的首個進球。

## 榮譽

### 球會
韋斯咸
- 歐協聯冠軍 : 2022-23[10]

 亞特蘭大
- 歐霸盃冠軍：2023-24

## 外部連結
- Soccerway資料庫：詹盧卡·斯卡馬卡